# A világ tetején
A világ tetején (Zanskar, the Last Place on Earth) 1980-ban bemutatott négy részes brit dokumentumfilm sorozat Zanszkárról Michel Peissel francia néprajzkutató közreműködésével.
A sorozat érdekes magyar vonatkozásokat is tartalmaz Baktay Ervin és Kőrösi Csoma Sándor zanszkári útja kapcsán, amelynek során Baktay találkozott a dokumentumfilm felvételekor már idős zanszkári királlyal, bár az eredeti angol nyelvű változatban a műsorvezetőnek nem tűnik fel, hogy „Erwin Batty” nem angol utazó volt.

## Epizódok
- 1. Hogyan lehet odajutni?

A stáb hosszas előkészítés, készülődés majd hosszú, fárasztó út megtétele után érkezik meg Zanszkárba.
- 2. A Tszultrim család

Egy zanszkári család életének mindennapjain keresztül válnak érthetővé az ország társadalmi viszonyai. A családon belüli hierarchia, az öröklési rend, a gyermekek és az idősebb korosztály helyzete.
- 3. Hogy a világ fennmaradjon...

Az európaiak számára szokatlan születésszám szabályozó módszer biztosít gazdasági és népességi stabilitást az egyébként igen kedvezőtlen adottságú királyságban.
- 4. Nodrup kolostora

A zanszkári Karsa kolostorban egy olyan titkos, kívülállók jelenlétében nem celebrálható szertartást mutatnak be, amit avatatlan szem eddig nem láthatott. Érdekes bepillantást engednek a kolostor mindennapi életébe, az oktatás módszerébe.

## Hasonló dokumentumfilmek
- A világ tetejéhez közel (magyar dokumentumfilm, 85 perc, 1985, rendezte: Neményi Ferenc)
- Kasmír (Kashmeer and Ladakh, négy részes dokumentumfilm sorozat)[2] 1. rész: Zanszkár

## Kapcsolódó irodalom
- Kőrösi Csoma Sándor (Baktay Ervin dr. előadásához), Rádióélet, 1934. év, 14. hét, 18. oldal
- Edward Fox: The Hungarian Who Walked to Heaven – Alexander Csoma de Koros 1784–1842, Short Books, 2001, 96 oldal, ISBN 0571208053
- Michel Peissel: Zanskar. The Hidden Kingdom, E. P. Dutton, New York 1979, ISBN 0-525-24030-6

## Forrás
- Puskás Ildikó: A világ tetején, 1986. év, 16. hét, 2. oldal (A magyar szinkron szakértőjének cikke benne a király és Peissel beszélgetésének részlete.)
- Bernard Le Calloc'h hozzászólása, 1986. év, 29. hét, 26. oldal